# Brussels Open 2013
Brussels Open 2013 byl tenisový turnaj pořádaný jako součást ženského okruhu WTA Tour, který se hrál na otevřených antukových dvorcích v areálu Royal Primerose Tennis Club. Konal se mezi 20. až 25. květnem 2013 v belgické metropoli Bruselu jako 3. ročník turnaje.
Turnaj s rozpočtem 690 000 dolarů patřil do kategorie WTA Premier Tournaments. Nejvýše nasazenou hráčkou ve dvouhře se stala světová devítka Caroline Wozniacká z Dánska.

## Ženská dvouhra

### Nasazení
| Stát          | Hráčka              | WTA1) | Nasazení |
| ------------- | ------------------- | ----- | -------- |
| Dánsko        | Caroline Wozniacká  | 9.    | 1.       |
| Itálie        | Roberta Vinciová    | 15.   | 2.       |
| Slovensko     | Dominika Cibulková  | 16.   | 3.       |
| Spojené státy | Sloane Stephensová  | 17.   | 4.       |
| Belgie        | Kirsten Flipkensová | 21.   | 5.       |
| Německo       | Julia Görgesová     | 25.   | 6.       |
| Spojené státy | Varvara Lepčenková  | 31.   | 7.       |
| Čína          | Pcheng Šuaj         | 38.   | 8.       |

- 1) Žebříček WTA k 13. květnu 2013.[1]

### Jiné formy účasti
Následující hráčky obdržely divokou kartu do hlavní soutěže:
- Elena Baltachová
- Alison Van Uytvancková
- Caroline Wozniacká

Následující hráčky postoupily z kvalifikace:
- Mallory Burdetteová
- Melanie Oudinová
- Julia Putincevová
- Čang Šuaj
  -  Coco Vandewegheová – jako šťastná poražená

### Odhlášení
před zahájením turnaje
- Irina-Camelia Beguová
- Simona Halepová
- Kristina Mladenovicová
- Ajumi Moritová
- Agnieszka Radwańská

## Ženská čtyřhra

### Nasazení
| Stát      | Hráčka                 | Stát       | Hráčka           | WTA1) | Nasazení |
| --------- | ---------------------- | ---------- | ---------------- | ----- | -------- |
| Indie     | Sania Mirzaová         | Čína       | Čeng Ťie         | 35.   | 1.       |
| Německo   | Anna-Lena Grönefeldová | Česko      | Květa Peschkeová | 42.   | 2.       |
| Tchaj-wan | Čan Chao-čching        | Chorvatsko | Darija Juraková  | 78.   | 3.       |
| Bělorusko | Olga Govorcovová       | Polsko     | Alicja Rosolská  | 108.  | 4.       |

- 1) Žebříček WTA k 13. květnu 2013; číslo je součtem umístění obou členek páru.

### Jiné formy účasti
Následující pár obdržel divokou kartu do hlavní soutěže:
- Kirsten Flipkensová /  Magdaléna Rybáriková

## Přehled finále

### Ženská dvouhra
- Kaia Kanepiová vs.  Pcheng Šuaj, 6–2, 7–5

### Ženská čtyřhra
- Anna-Lena Grönefeldová /  Květa Peschkeová vs.  Gabriela Dabrowská /  Šachar Pe'erová, 6–0, 6–3